# Goliasowski Potok
 Goliasowski Potok (słow. Goliašovský potok) – potok, prawy dopływ Hawraniego Potoku na Słowacji. Wypływa na wysokości ok. 1000 m w lesie na zachodnich stokach Zdziarskiej Przełęczy i spływa dnem Doliny Goliasowskiej na zachód, do Podspadów. Po ich wschodniej stronie, pomiędzy  Gąbosią Polaną (Gombosią Polaną) a Gałajdową Polaną, na wysokości około 930 m łączy się z Hawranim Potokiem i jednym korytem uchodzą do Jaworowego Potoku jako jego prawy dopływ. 
Witold Henryk Paryski w Wielkiej encyklopedii tatrzańskiej podaje, że nazwy potoku i doliny pochodzą od góralskiego nazwiska Golias, a nie od słowa goliat, przekłady więc nazwy Goliasowski Potok na niem. Riesenbach (Riese, olbrzym) i węg. Góliátpatak (góliát, goliat) są błędne.
Koryto Goliasowskiego Potoku znajduje się po północnej stronie Drogi Wolności i tworzy naturalną granicę między Tatrami i Magurą Spiską.